# Ballymore Castle
Ballymore Castle ist eine Burg im Dorf Lawrencetown im irischen County Galway. An das ursprüngliche Tower House aus dem 16. Jahrhundert wurde 1620 ein Haus angebaut und die Burg seitdem stark verändert.

## Geschichte

### Frühe Geschichte
John Lawrence ließ die Burg 1585 auf einem Grundstück bauen, das durch die Heirat mit einer Tochter der Familie O'Madden, Lords of Longford, erworben hatte. 1603 heiratete John Lawrences ältester Sohn, Walter, eine gewisse Cecily Moore, Enkelin von Richard Burke, 2. Earl of Clanricarde. In den folgenden Kriegen litt Ballymore Castle stark und wurde von Walter Lawrence in der Folge restauriert. Er ließ zur Erinnerung in einem der oberen Räume einen Kaminsims aus Marmor einbauen, der die Iritialen „W.L. 1620“ trägt.
John Lawrence jun. verlor das Anwesen 1641 auf Betreiben von Oliver Cromwell, da er in den Kriegen der Drei Königreiche die royalistische Sache unter der Führung von Ulick Burke, 1. Marquess of Clanricarde, vertreten hatte. Die Burg und ein großer Teil der Ländereien wurde Sir Thomas Newcomen zugesprochen, der die Burg von den Lawrences viele Jahre lang pachtete.

### Krieg der zwei Könige
Im Krieg der zwei Könige sandte Patrick Sarsfield, 1. Earl of Lucan, Ulick Burke, 1. Viscount Galway, um Ballymore Castle zu halten. Anfang Juni 1691 quartierten sich Burke und etwa 1200 Verteidiger in einem Fort an den Ufern des Lough Seudy ein. Eine kleinere Truppe besetzte die Burg, die De Ginkell zuerst angriff. Der Sergeant und seine kleine Mannschaft wehrten sich und, als sie schließlich gefangen gesetzt wurden, ließ De Ginkell erst den Sergeanten hängen, bevor er sich dem Fort zuwandte.
Das Fort wurde von der Landseite her mit Artillerie belagert und die Feinde näherten sich ihm mit Booten von der Wasserseite her. Der Kommandant, Colonel Ulick, hielt es für richtig, sich am Folgetag zu ergeben. De Ginkell blieb weitere zehn Tage auf Ballymore Castle, um seine Truppen für den nächsten Einsatz in Athlone vorzubereiten.

### Spätere Geschichte
Nach Newcomens Tod fiel die Burg an seinen Stiefsohn, Nicholas Cusack aus Cushinstown im County Meath, der es um 1720 an John Eyre aus Eyrecourt verkaufte. Zu dieser Zeit war das Anwesen an die Familie Seymour verpachtet. 1815 wurde die Burg modernisiert und ein zweistöckiges Haus angebaut, das einen zentralen Bug mit einem Eingang mit Oberlicht hatte. Thomas Seymour kaufte Burg und Ländereien um 1824 von Giles Eyre. Er war mit Matilda Margaret, geb. Lawrence, verheiratet. Ihr Sohn, der Polizeikommissar in Queensland David Thompson Seymour, wurde im November 1831 auf Ballymore Castle geboren.
Mrs. Hale, eine Verwandte der Seymours, erbte das Anwesen, das zu dieser Zeit allerdings schon verkleinert war, da die Irish Land Commission schon einen Teil gekauft hatte. Später wurde es zusammen mit seinen Ländereien an Joe Naughton verkauft.

## Sonstiges
„Ballymore Castle“ heißt auch ein Rennpferd, ein brauner Wallach.